# Tomoko Ohta
Tomoko Ohta, nata Harada (in giapponese: 太田 朋子; Miyoshi, 7 settembre 1933), è una biologa e genetista giapponese operativa soprattutto nel campo della genetica delle popolazioni e dell'evoluzione molecolare; nota per aver vinto il Premio Crafoord nel 2015 insieme a Richard Lewontin "per le loro analisi pionieristiche e i contributi fondamentali alla comprensione del polimorfismo genetico".

## Biografia
Tomoko Ohta si è laureata presso il Dipartimento di Agricoltura dell'Università di Tokyo nel 1956. Poco dopo la laurea, è stata assunta presso l'Istituto Kihara per la ricerca biologica, dove si è concentrata sulla citogenetica del grano e delle barbabietole da zucchero. Nel 1962 si rese disponibile l'opportunità, offerta da Hitoshi Kihara, di studiare all'estero, negli Stati Uniti. Così spostò il suo campo di studi dalla citogenetica vegetale alla genetica delle popolazioni. Collaborò con Ken-Ichi Kojima, nel suo lavoro sui problemi della genetica stocastica delle popolazioni, tenendo conto dei cambiamenti casuali delle frequenze alleliche.
Ha conseguito il dottorato di ricerca alla North Carolina State University nel 1966 e, poiché aveva studiato all'estero come studentessa Fulbright, rimase negli Stati Uniti solo per terminare il dottorato.
Tornata in Giappone, lavorò con Motoo Kimura (che all'epoca era l'unico genetista teorico della popolazione in Giappone), e si convinse che mutazioni quasi neutre (né deleterie né completamente neutre), giocassero un ruolo fondamentale nell'evoluzione.
Ha lavorato presso l'Istituto nazionale giapponese di genetica dal 1969 al 1996, e, nel 2002, è stata eletta alla National Academy of Sciences degli Stati Uniti come associata straniera in biologia evolutiva.

## Carriera
Quando Tomoko Ohta pubblicò per la prima volta la sua teoria "Nearly Neutral" (per la teoria dell'evoluzione quasi neutrale), ebbe difficoltà ad attirare l'attenzione della comunità scientifica. Molti ricercatori dell'epoca sostenevano fortemente la teoria della selezione naturale. I dati a sostegno dell'evoluzione delle proteine furono raccolti solo a partire dagli anni '90, con ancora più prove a sostegno della sua teoria a partire dai primi anni 2000. Ad oggi, ci sono sempre più prove che supportano la sua teoria dell'evoluzione quasi neutrale. Alcuni esempi includono: il codice genetico e il processo che si verifica durante la coagulazione del sangue.

## Riconoscimenti
- 1984 - membro dell'American Academy of Arts and Sciences
- 1985 - Japan Academy Prize
- 2002 - Membro Straniero dell'Accademia Nazionale delle Scienze
- 2002 - Person of Cultural Merit
- 2015 - Premio Crafoord dall'Accademia reale svedese delle scienze (insieme a Richard Lewontin)
- 2016 - Ordine della Cultura

## Opere
- (EN) Tomoko Ohta e Motoo Kimura, Theoretical aspects of population genetics, 1971.

- (EN) Tomoko Ohta, Evolution and variation of multigene families, 1980.

- (EN) Tomoko Ohta, Kenichi Aoki e Motoo Kimura, Population genetics and molecular evolution: papers marking the sixtieth birthday of Motoo Kimura, 1985.